# Orden de Abogados del Brasil
La Orden de Abogados del Brasil (en portugués, Ordem dos Advogados do Brasil o OAB) es la entidad máxima de representación de los abogados brasileños y tiene una gran influencia en el escenario político nacional. Sólo la OAB tiene el poder de autorizar el ejercicio de la profesión de abogado, concedida después de un riguroso examen.
Su núcleo organizacional es el Consejo Federal. En los Estados y en el Distrito Federal existe unas Secciones. Los municipios con una gran representatividad pueden poseer Subsecciones.